# Yūki Sanetō
Yūki Sanetō (jap. 實藤 友紀, Sanetō Yūki; * 19. Januar 1989 in Tokushima, Präfektur Tokushima) ist ein japanischer Fußballspieler.

## Karriere
Yūki Sanetō erlernte das Fußballspielen in der Universitätsmannschaft der Universität Kōchi. Von Juli 2010 bis Januar 2011 wurde er von der Universität Kōchi an Kawasaki Frontale ausgeliehen. Nach der Ausleihe wurde er von Kawasaki Frontale fest unter Vertrag genommen. Der Verein aus Kawasaki, einer Stadt auf der japanischen Hauptinsel Honshū im Nordosten der Präfektur Kanagawa, spielte in der höchsten Liga des Landes, der J1 League. Nach 74 Erstligaspielen wechselte er 2016 zum Zweitligisten Avispa Fukuoka. Ende 2016 stieg er mit dem Verein aus Fukuoka in die zweite Liga ab. Für Avispa absolvierte er 102 Spiele. Im März 2020 unterschrieb er einen Vertrag beim Erstligisten Yokohama F. Marinos in Yokohama. Am Ende der Saison 2022 feierte er mit den Marinos die japanische Meisterschaft. Am Ende der Saison 2023 feierte er mit den Marinos die Vizemeisterschaft. Nach insgesamt 24 Ligaspielen wechselte er im Juli 2024 auf Leihbasis zum Zweitligisten Vegalta Sendai. Für den Verein aus Sendai bestritt er sieben Ligaspiele. Nach der Ausleihe wurde er im Februar 2025 von Sendai fest unter Vertrag genommen.

## Erfolge
Yokohama F. Marinos
- Japanischer Meister: 2022
- Japanischer Vizemeister: 2023